# ラジオさんさんまる
ラジオさんさんまるは、2004年3月29日から2006年3月31日までIBC岩手放送（IBCラジオ）で放送されていたラジオ番組。題名には放送時間が330分（5時間半）であることと、「一日を太陽のようにサンサンと輝き、丸く明るい雰囲気で過ごせるように」という二つの意味が込められている。
2006年1月23日より、二戸地域ではIBCラジオ難聴取対策として9:00 - 11:00の間はカシオペアFMを通じての再送信が試験的に開始された。

## 放送時間
- 月曜〜金曜 6:30 - 12:00

## 出演

### メインパーソナリティー
- 瀬谷佳子（月曜・火曜）
- 神山浩樹（水曜 - 金曜）

### アシスタント
- 照井健（月曜）
- 菊池幸見（火曜）
- 奥村奈穂美（水曜）
- 貞平麻衣子（木曜）
- 風見好栄（金曜）

なお、アシスタントは週によって上記メンバー以外の場合あり。また番組開始から8時台までは1階のニュースセンターでニュース当番を務め、8:57頃から正午までは2階の第2スタジオでメインパーソナリティーと一緒に定時ニュース読みも含めて番組を進行していた（「生島ヒロシのおはよう一直線」内5:55からの岩手日報IBCニュースも担当）。

## 内含するラインネット及びテープネット番組
自社制作
- 歌のない歌謡曲
- 盛岡駅前探偵団

JRN
- 永六輔の誰かとどこかで
- 日本全国8時です

NRN
文化放送制作
- 純喫茶・谷村新司
- 武田鉄矢・今朝の三枚おろし

ニッポン放送制作
- SUZUKIハッピーモーニング・いってらっしゃいシリーズ
- テレフォン人生相談
- TOYOTA DRIVING TALK
- なるほど!ニュースネットワーク

その他
- 河村通夫の大自然まるかじりライフ

| IBC岩手放送（IBCラジオ） 平日朝の帯ワイド番組 | IBC岩手放送（IBCラジオ） 平日朝の帯ワイド番組 | IBC岩手放送（IBCラジオ） 平日朝の帯ワイド番組 |
| 前番組                                        | 番組名                                        | 次番組                                        |
| --------------------------------------------- | --------------------------------------------- | --------------------------------------------- |
| おはよう朝一番                                | ラジオさんさんまる                            | 朝からRADIO                                   |